# Рубежанский химический комбинат
Рубежанский химический комбинат — промышленное предприятие в городе Рубежное Луганской области.

## История
После начала в 1914 году Первой мировой войны импорт товаров из блока Центральных держав (в том числе, красителей из Германии) в Российскую империю был прекращён, что осложнило положение текстильной промышленности.
В конце 1914 года Москве было создано акционерное общество «Русско-Краска», которое приняло решение о строительстве завода химических красителей у станции Рубежное Екатерининской железной дороги. Главную роль в выборе места сыграла близость источников сырья, топлива и воды. Тут же был дешёвый строительный материал: мел, известь и песок. Рабочая сила приходила на станцию из окрестных сел в поисках заработка, и отсрочки от призыва в действующую армию. Местный землевладелец Мартыненко дёшево продал акционерному товариществу 1840 десятин неплодородной земли. 17 июля 1915 года на расстоянии полкилометра от железнодорожной станции началось строительство завода «Русско-Краска». Были осуществлены примыкания частных железнодорожных ветвей заводов «Русско-Краска» и завода для изготовления взрывчатых веществ к железнодорожному разъезду «Рубежная». Оборудование завозили из Риги, Ревеля, Екатеринослава и других городов. Вместе с заводом были заложены первые жилые дома. Рядом с заводом «Русско-Краска» строился завод акционерного товарищества «Коксобензол». Российское товарищество для производства и продажи пороха строило Южный завод взрывчатых веществ.
18 апреля 1918 года Рубежное оккупировали немецкие войска, которые оставались здесь до ноября 1918 года. 
20 февраля 1919 года ВСНХ принял решение: «Национализировать:… предприятия химической промышленности - … «Русская краска», … и «Коксо-бензолан», передав эти предприятия отделу химической промышленности и поручив ему представить на утверждение Президиума список членов их правлений» .
В дальнейшем, станция находилась в зоне боевых действий гражданской войны, власть в местности несколько раз менялась. В декабре 1919-го советская власть на станции была восстановлена, 23 декабря был избран Донец-Рубежанский революционный комитет во главе с А. Н. Павленко., началось восстановление предприятий.
В средине сентября 1921 г. утвержден Комбинат «Химуголь», в ведение которого вошло 6 предприятий химической промышленности и несколько рудников с общим количеством рабочих и служащих в 8.555 чел, в том числе и Рубежанский — „Русско-Краска“.15 марта 1923 г. Комбинат „Химуголь“ включил в состав своих предприятий заводы ликвидированного Треста «Стеклосода». Правление Xимугля или объединения Государственных Лисичанских химических и каменноугольных предприятий в Донбассе находилось в г. Харькове. Члены Правления: Председатель Рухимович М. Л., директор распор, коммерч. директор Соловьев И. Ф., технич. директор Поварнин  И. Г., админ, дир. Сысоев  Б. П.. В трест «Химуголь» в то время входили и Рубежанский пороховой и Бензольный завод бывш. Акц. О-ва «Коксо-Бензол» при  заводе О-ва «Русско-Краска». В дальнейшем восстановленное предприятие возобновило выпуск продукции (основную часть которой составлял чёрный анилиновый краситель, также производился сурик и глауберова соль). В 1923 году завод получил название «Красное знамя».
Весной 1925 года началось расширение ассортимента выпускаемых красителей и полуфабрикатов.
17 декабря 1928 года Центральный Исполнительный Комитет и Совет Народных Комиссаров Союза ССР постановил выделить  из Южного Химического Треста "Химуголь", состоящего в ведении Высшего Совета Народного Хозяйства Украинской Социалистической Советской Республики, заводы: Донецкий содовый, Славянский содовый, Константиновский химический и Рубежанский химический и передать означенные заводы в ведение Высшего Совета Народного Хозяйства Союза ССР для организации общесоюзного украинского треста основной химической промышленности;.
В ходе индустриализации 1930х годов завод был расширен и реконструирован.
В ходе Великой Отечественной войны с 10 июля 1942 года до 31 января 1943 года город был оккупирован немецкими войсками. За время оккупации на территории химкомбината было расстреляно более 300 жителей города (в 1967 году на их братской могиле был установлен памятник).
При отступлении немецкие войска полностью разрушили химический комбинат, но в соответствии с четвёртым планом восстановления и развития народного хозяйства СССР он был восстановлен и возобновил работу.
В целом, в советское время Рубежанский химический комбинат входил в число ведущих предприятий города.
В мае 1995 года Кабинет министров Украины утвердил решение о приватизации химического комбината, а также находившегося в городе института химической технологии и промышленной экологии.
В августе 1997 года комбинат был включён в перечень предприятий, имеющих стратегическое значение для экономики и безопасности Украины.
29 октября 2019 года предприятие признано банкротом .